# Kadei
Boumba-et-Ngoko is een departement in Kameroen, gelegen in de regio Est. De hoofdstad van het departement heet Batouri. De totale oppervlakte bedraagt 15 884 km² en is daarmee het kleinste departement van de regio. Er wonen 192 972 mensen in Kadei.

## Districten
Kadei is onderverdeeld in zeven districten:
- Batouri
- Kentzou
- Kette
- Mbang
- Ndelele
- Nguelebok
- Ouli